# 해안두더지
해안두더지(Scapanus orarius)는 두더지과에 속하는 포유류의 일종이다. 북아메리카에 사는 중간 크기의 두더지로 태평양 해안가를 따라 캐나다 브리티시컬럼비아주 남서부에서 캘리포니아주 중부 지역에서 발견된다.